# Maschinenfabrik N.&K.
Maschinenfabrik N.&K. Ein Roman aus dem proletarischen Alltag ist der erste Roman des Schriftstellers Willi Bredel.
Dieser erschien 1930 im Internationalen Arbeiterverlag Berlin, dem Verlag der KPD, in der Reihe der Der Rote-1-Mark-Roman.
Der Roman wurde geschrieben während der zweijährigen Festungshaft, zu der Bredel 1930 verurteilt worden war.
Ort der Romanhandlung ist die Hamburger Maschinenfabrik Nagel & Kaemp; im Roman trägt diese den Namen Negel & Kopp. Ende der 1920er Jahre hatte Bredel in der Fabrik als Dreher gearbeitet.

## Inhalt
Die eigentliche Handlung des Romans beginnt, als sich die Arbeiter der Maschinenfabrik N.&K. auf einer Versammlung gegen eine seitens der Fabrikleitung an sie herangetragene Forderung nach einer Neukalkulierung der Akkordlöhne sowie der Einführung von Überstunden in der Dreherei aussprechen.
Stattdessen stimmen die Arbeiter einem von der kommunistischen Betriebszelle formulierten Antrag zu, der Lohnerhöhungen und eine fünfundvierzig Stunden Woche vorsieht.
Die Betriebsversammlung endet mit einem Tumult, als eines der sozialdemokratischen Arbeiterratsmitglieder erklärt, die Arbeiter könnten beschließen, was sie wollten, der Arbeiterrat habe sich bereits gegenüber der Fabrikleitung festgelegt.
Deutlich tritt an dieser Stelle eine verräterische Haltung der Arbeiterratsmitglieder zutage, die gegenüber der Fabrikleitung bereits eine Zusage erteilt hatten, ohne sich zuvor mit den Arbeitern darüber verständigt zu haben.
Sozialdemokratische Arbeiterratsmitglieder (später auch Gewerkschaftsfunktionäre) und Fabrikleitung beziehungsweise Kommunisten und Teile der Belegschaft stehen sich im Roman unversöhnlich gegenüber.
Als die Fabrikleitung wenige Tage später den Beschluss der Betriebsversammlung ignoriert und verkündet, dass in der Dreherei Überstunden zu leisten seien, spalten sich die Arbeiter in zwei Lager. Eine Minderheit ist bereit, die Überstunden zu leisten, die Mehrheit weigert sich jedoch. Um die Dreher davon abzuhalten, die Überstunden zu leisten, agitieren die Kommunisten unter den Arbeitern. Es gelingt ihnen, eine kleine Gruppe von Drehern von ihrem Vorhaben abzubringen, die gewillt ist, über die eigentliche Arbeitszeit hinaus in der Fabrik zu bleiben.
Neben diesem von innen an die Belegschaft herangetragenen Konflikt werden die Arbeiter auch mit einem Konflikt konfrontiert, der von außen an sie herandringt: Als der Metallarbeiterverband mit dem Arbeitgeberverband ein Abkommen schließt, welches den eigentlich auslaufenden Lohn- und Arbeitstarif als verlängert erklärt, empören sich die Dreher. Sie fordern den Gewerkschaftsdelegierten der Dreherei auf, eine Branchenversammlung einzuberufen. Auf dieser unterstützen die Arbeiter einen Antrag der kommunistischen Betriebszelle, der Streikmaßnahmen androht, sofern es nicht zu Lohnerhöhungen kommt.
Kurze Zeit darauf entscheiden sich die Arbeiter auf einer Belegschaftsversammlung mit großer Mehrheit für eine von der Revolutionären Gewerkschaftsopposition (Kommunisten) aufgestellte Liste zur Arbeiterratswahl. Die amtierenden Arbeiterratsmitglieder (Sozialdemokraten), die sich ebenfalls zur Wahl gestellt hatten, erleiden eine schwere Niederlage.
Die Wahl der oppositionellen Arbeiterratsliste beantwortet die Fabrikleitung mit der Entlassung von zwei Kommunisten. Unter der Führung der kommunistischen Betriebszelle beschließen die Arbeiter daraufhin, die Fabrikleitung aufzufordern, die Entlassungen zurückzunehmen und den Forderungen der Dreher nachzukommen.
Da die Leitung der Fabrik den Arbeitern im Weiteren nicht entgegenkommt, tritt die Belegschaft in den Streik. Auf den Streik reagiert die Fabrikleitung mit Aussperrung.
Die Gewerkschaft erklärt den Streik der Arbeiter der Maschinenfabrik N.&K. für unrechtmäßig. Die Streikenden erhalten von dieser Seite keinerlei Unterstützung. Die Arbeiter sind damit allein auf die Zuwendungen der Internationalen Arbeiterhilfe angewiesen.
Als die Streikleitung darüber informiert wird, dass die Fabrik die Produktion mit einem Teil der Arbeiter wieder aufnehmen will, organisiert sie einen Streikschutz. Im Folgenden kommt es zu Auseinandersetzungen mit der Polizei, in deren Verlauf ein Arbeiter getötet wird. Im Anschluss an die Zusammenstöße wird die Streikleitung verhaftet.
Während sich die Mehrheit der Arbeiter noch im Streik befindet, beginnt ein Teil der Belegschaftsmitglieder gemeinsam mit von der Gewerkschaft angeworbenen Reichsbannermitgliedern unter Polizeischutz mit der Wiederaufnahme der Produktion.
Die provisorische Streikleitung erkennt die Ausweglosigkeit der Situation, die sich nach Verhaftung der eigentlichen Streikleitung gebildet hatte. Sie ermutigt diejenigen Arbeiter das Angebot auf Weiterbeschäftigung anzunehmen, denen dieses von der Fabrikleitung gemacht wird. Damit ist der Streik beendet.
Nachdem die Mehrheit der oppositionellen Arbeiter entlassen wurde, gelingt es den Sozialdemokraten, sich bei einer neu angesetzten Arbeiterratswahl gegen eine (trotzdem) aufgestellte Oppositionsliste durchzusetzen.

## Form
Maschinenfabrik N.&K. unterteilt sich in 49 Episoden. Die Überschriften der einzelnen Episoden geben einerseits einen Hinweis auf den jeweils folgenden Inhalt, z. B. trifft dies zu auf Die Betriebsversammlung, andererseits können sie aber auch wertenden Charakter haben, dies gilt z. B. für Lakaien des Kapitals.
Innerhalb des Romans wechselt die Erzählperspektive. Es gibt sowohl Episoden, in denen ein übergeordneter Erzähler allein auftritt beziehungsweise dominant ist, z. B. in Das Werk, als auch Episoden, in denen ein Dialog der Arbeiter den Erzähler in den Hintergrund treten lässt, z. B. in Die Streikleitung wird verhaftet.
Die Sprache des Romans ist phrasenhaft. Als sich beispielsweise Melmster, der Held des Romans, mit der Frage auseinandersetzt, ob einer seiner Kollegen von der Polizei getötet wurde oder nicht, lautet sein Kommentar:
„Er war auf dem Wege, ein guter Revolutionär zu werden!“
Die Personen des Romans sind typisiert. Melmster bringt diesen Umstand zum Ausdruck, als er sagt:
„Mein Leben hat nur durch meine politische Tätigkeit in den Organisationen des Proletariats und im revolutionären Kampfe um seine Befreiung Sinn und Inhalt.“
Im Roman dienen die Personen als Träger politischer Ideen. Eine innere Entwicklung machen diese nicht durch.

## Deutung
In Maschinenfabrik N.&K. schildert Bredel die Ereignisse, welche in der Fabrik zum Beginn und Abbruch eines Streiks führen. Die Handlung konzentriert sich ganz auf die Geschehnisse innerhalb der Fabrik. Dargestellt wird eine nahezu abgeschlossene Welt, in der sich Gut und Böse gegenüberstehen.
Der Kommunist Bredel nutzt den Roman zur Agitation. Literatur wird als Mittel im politischen Kampf eingesetzt. Bredels Angriff gilt der Sozialdemokratie. Ziel des Romans ist es, die Sozialfaschismustheorie der KPD literarisch umzusetzen.
Gerechtfertigt wird die Sozialfaschismustheorie durch eine Negativcharakterisierung von Personen, die der Sozialdemokratie angehören und Gewerkschaftsmitglieder sind. Diese werden als unsympathische, korrupte Schurken dargestellt, welche die Interessen der Fabrikarbeiter um persönlicher Vorteile willen verraten.
Die Fallbeschreibung wird in Maschinenfabrik N.&K. verallgemeinert. Im Roman heißt es:
„[…] die politische Rolle, die dieser sozialdemokratische Arbeiterrat in unserem Betrieb spielt, ist im kleinen die Rolle, die die SPD-Führung in der großen Politik innerhalb der kapitalistischen Republik spielt.“

## Rezeption
Georg Lukács’ Kritik des Textes in der Linkskurve vom November 1931 löste den Widerspruch Otto Gotsches aus.